# Suzuki Ryota
Suzuki Ryota (鈴木 椋大 Suzuki Ryōta, sinh ngày 10 tháng 2 năm 1994 ở Aichi) là một thủ môn bóng đá người Nhật Bản hiện tại thi đấu cho Gamba Osaka ở J1 League sau khi đầu quân ở Yokohama F. Marinos và Tokyo Verdy.

## Thống kê sự nghiệp câu lạc bộ
Cập nhật đến ngày 11 tháng 6 năm 2018.
| Thành tích câu lạc bộ | Thành tích câu lạc bộ | Thành tích câu lạc bộ | Giải vô địch | Giải vô địch | Cúp                   | Cúp                   | Cúp Liên đoàn | Cúp Liên đoàn | Châu lục | Châu lục  | Tổng cộng | Tổng cộng |
| Mùa giải              | Câu lạc bộ            | Giải vô địch          | Số trận      | Bàn thắng    | Số trận               | Bàn thắng             | Số trận       | Bàn thắng     | Số trận  | Bàn thắng | Số trận   | Bàn thắng |
| Câu lạc bộ            | Câu lạc bộ            | Câu lạc bộ            | Giải vô địch | Giải vô địch | Cúp Hoàng đế Nhật Bản | Cúp Hoàng đế Nhật Bản | J. League Cup | J. League Cup | Châu Á   | Châu Á    | Tổng cộng | Tổng cộng |
| --------------------- | --------------------- | --------------------- | ------------ | ------------ | --------------------- | --------------------- | ------------- | ------------- | -------- | --------- | --------- | --------- |
| 2012                  | Yokohama F. Marinos   | J1                    | 0            | 0            | 0                     | 0                     | 0             | 0             | -        | -         | 0         | 0         |
| 2013                  | Yokohama F. Marinos   | J1                    | 0            | 0            | 0                     | 0                     | 0             | 0             | -        | -         | 0         | 0         |
| 2014                  | Yokohama F. Marinos   | J1                    | 0            | 0            | 0                     | 0                     | 0             | 0             | 0        | 0         | 0         | 0         |
| 2015                  | Yokohama F. Marinos   | J1                    | 0            | 0            | 0                     | 0                     | 1             | 0             | -        | -         | 1         | 0         |
| Tổng                  | Tổng                  | Tổng                  | 0            | 0            | 0                     | 0                     | 1             | 0             | 0        | 0         | 1         | 0         |
| 2016                  | Tokyo Verdy           | J2                    | 24           | 0            | 3                     | 0                     | -             | -             | -        | -         | 27        | 0         |
| Tổng                  | Tổng                  | Tổng                  | 24           | 0            | 3                     | 0                     | -             | -             | -        | -         | 27        | 0         |
| 2017                  | Gamba Osaka           | J1                    | 0            | 0            | 0                     | 0                     | 0             | 0             | 1        | 0         | 1         | 0         |
| 2018                  | Gamba Osaka           | J1                    | 0            | 0            | 0                     | 0                     | 0             | 0             | -        | -         | 0         | 0         |
| Tổng                  | Tổng                  | Tổng                  | 0            | 0            | 0                     | 0                     | 0             | 0             | 1        | 0         | 1         | 0         |
| Tổng cộng sự nghiệp   | Tổng cộng sự nghiệp   | Tổng cộng sự nghiệp   | 24           | 0            | 3                     | 0                     | 1             | 0             | 1        | 0         | 29        | 0         |

Thành tích đội dự bị
Cập nhật gần đây nhất: 11 tháng 6 năm 2018
| Thành tích câu lạc bộ | Thành tích câu lạc bộ | Thành tích câu lạc bộ | Giải vô địch | Giải vô địch | Tổng cộng | Tổng cộng |
| Mùa giải              | Câu lạc bộ            | Giải vô địch          | Số trận      | Bàn thắng    | Số trận   | Bàn thắng |
| Nhật Bản              | Nhật Bản              | Nhật Bản              | Giải vô địch | Giải vô địch | Tổng cộng | Tổng cộng |
| --------------------- | --------------------- | --------------------- | ------------ | ------------ | --------- | --------- |
| 2018                  | U-23 Gamba Osaka      | J3                    | 2            | 0            | 2         | 0         |
| Tổng cộng sự nghiệp   | Tổng cộng sự nghiệp   | Tổng cộng sự nghiệp   | 2            | 0            | 2         | 0         |

## Thành tích
- Cúp Hoàng đế Nhật Bản (1): 2013